# Jeunesse de Platon
Platon (en grec ancien Πλάτων / Plátôn, né en 428 av. J.-C. / 427 et mort en 348 av. J.-C. / 347 à Athènes) est un philosophe grec. Il fut le deuxième des trois grands philosophes athéniens, entre Socrate et Aristote. Il est considéré comme un des fondateurs de la philosophie occidentale.
On sait peu de choses sur la jeunesse de Platon et son éducation, du fait du manque de sources d'époque traitant du sujet. Platon est né dans une des familles les plus riches et politiquement influentes d'Athènes. Des sources le décrivent comme un garçon intelligent et modeste. Son père a contribué à son éducation en lui donnant tout ce dont il avait besoin, payant des professeurs afin que Platon soit instruit en grammaire, musique, gymnastique et philosophie.

## Date et lieu de naissance
La date de naissance exacte de Platon n'est pas connue. Les spécialistes de l'auteur situent sa naissance entre 428 et 427 av. J.-C. Le philologue Apollodore d'Athènes affirme, dans ses Chroniques, que Platon est né la première année de la quatre-vingt huitième olympiade, le septième jour du Thargélion, soit en 427 av. J.-C. Selon un autre biographe, Néanthe de Cyzique, Platon avait quatre-vingt quatre ans à sa mort. Dans ce cas, Platon aurait été plus jeune qu'Isocrate de six ans, et serait alors né la deuxième année de la quatre-vingt septième olympiade, l'année de la mort de Périclès (- 429).
La Chronique d'Eusèbe de Césarée dit que la quatrième année de la quatre-vingt neuvième olympiade vit la naissance de Platon, lorsque Stratocle était archonte. La Chronique alexandrine parle de la quatre-vingt neuvième année, sous le gouvernement d'Isarque. Selon la Souda, Platon est né à Égine pendant la 88e olympiade, c'est-à-dire aux prémisses de la guerre du Péloponnèse, et a vécu 82 ans. Thomas Browne croyait aussi que Platon était né lors de la 88e olympiade. Les platoniciens de la Renaissance célébraient la naissance de Platon le 7 novembre. Ulrich von Wilamowitz-Moellendorff estimait que Platon était né lorsque Diotime était archonte, c'est-à-dire entre le 29 juillet - 428 et le 12 juillet - 427. La philologue grecque Ioannis Kalitsounakis pense que Platon est né le 26 ou 27 mai - 427, tandis que Jonathan Barnes considère l'an 428 av. J.-C. comme l'année de naissance de Platon. Debra Nails, elle, affirme que Platon est né entre l'an - 424 et l'an - 423.
Le lieu de naissance de Platon fait aussi l'objet de débats. Si Diogène Laërce considère que "Platon est né, selon certains auteurs, à Egine, dans la maison de Phidiade, fils de Thalès", il utilise comme source l'Histoire universelle de Favorinus d'Arles. Selon ce dernier, Ariston et sa famille furent envoyés par Athènes en tant que colons sur l'île d'Egine, de laquelle ils ont été bannis par les Spartiates peu après la naissance de Platon. Nails souligne cependant qu'il n'y a aucune source prouvant l'expulsion d'Athéniens de l'île par les Spartiates entre 431 et 411 av. J.-C. D'un autre côté, après la Paix de Nicias, Egine était sous le contrôle d'Athènes, et ce n'est qu'après l'été - 411 que les Spartiates reprirent contrôle de l'île. Nails conclut ainsi : Ariston était peut-être un colon ; peut-être avait-il été envoyé à Egine en 431 av. J.-C. et Platon y est peut-être né ; mais rien ne nous permet de dater précisément la mort d'Ariston ni la naissance de Platon". Egine est considérée comme le lieu de naissance de Platon par la Souda également.

## Famille
Le père de Platon était Ariston, du dème de Colytus. Selon la tradition, comme le rapporte Diogène Laërce, malgré les réserves de Wilamowitz-Moellendorff, Ariston se prétendait descendant du roi d'Athènes Codros, et du roi de Messénie, Mélanthos. Cela n'est cependant pas mentionné dans les dialogues de Platon. La mère de Platon était Périctionè, dont la famille déclarait avec fierté descendre du législateur Solon. Son frère était Charmide, et son cousin, Critias, deux figures importantes des Trente Tyrans, un bref régime oligarchique qui naquit après la chute d'Athènes à la fin de la guerre du Péloponnèse (404-403 av. J.-C.).
Platon ne fut pas fils unique. Ses parents eurent trois autres enfants : deux fils, Adimante de Collytos et Glaucon, ainsi qu'une fille, Potone, mère de Speusippe (neveu et successeur de Platon à la tête de l'Académie). Selon la République, Adimante et Glaucon étaient plus âgés que Platon. Les deux frères furent reconnus pour leur bravoure lors de la bataille de Mégare, où Platon ne pouvait avoir plus de cinq ans. Cependant, dans ses Mémoires, Xénophon présente Glaucon comme étant plus jeune que Platon.
Ariston semble être mort alors que Platon n'était qu'enfant, bien que dater sa mort soit chose difficile. Lorsqu'Ariston décède, la loi athénienne interdit l'indépendance légale des femmes, et Périctionè se marie de force à Pyrilampe, le frère de sa mère.a[›] (Platon lui-même dit qu'il est l'oncle de Charmide), qui fut plusieurs fois ambassadeurs auprès de la cour de l'empire perse, et qui fut ami de Périclès, chef démocratique d'Athènes. Pyrilampe avait un fils d'un précédent mariage, Démos, qui était célèbre pour sa beauté. Périctionè enfanta le second fils de Pyrilampe, Antiphon, beau-frère de Platon, qui apparaît dans le Parménide (Platon), où il dit qu'il a abandonné la philosophie pour se consacrer aux chevaux. Platon a donc été élevé dans une famille d'au moins six enfants, dont il était le cinquième : un beau-frère, une sœur, deux frères et un demi-frère.
S'il apparaît réticent à parler de lui-même, Platon fait intervenir sa famille dans ses dialogues, où il les mentionne avec précision. Charmide a donné son nom à un dialogue, Critias intervient dans le dialogue homonyme ainsi que dans le Protagoras ; Adimante et Glaucon jouent un rôle important dans La République. À partir de tout cela, nous pouvons reconstruire l'arbre généalogique de Platon. Selon John Burnet, "la scène d'ouverture du Charmide est une glorification de toute sa famille... Les dialogues de Platon ne sont pas qu'un souvenir de Socrate, ce sont aussi un souvenir des jours heureux qu'il a vécus avec sa famille".

### Arbre généalogique
|              |              |              |              |              |              | Critias | Critias | Critias  | Critias  | Critias  | Critias  |          |          |         |         |                            |                            |                            |                            |                            |                            |    |    |            |            |            |            |            |            |  |  |              |              | Antiphon     | Antiphon     | Antiphon     | Antiphon     | Antiphon | Antiphon |          |          |          |          |          |          |  |  |           |           |           |           |           |           |  |  |  |  |  |  |  |  |  |  |  |  |  |  |  |  |  |  |  |  |  |  |  |  |  |  |  |  |  |  |  |  |  |  |  |  |  |  |  |  |  |  |
|              |              |              |              |              |              | Critias | Critias | Critias  | Critias  | Critias  | Critias  |          |          |         |         |                            |                            |                            |                            |                            |                            |    |    |            |            |            |            |            |            |  |  |              |              | Antiphon     | Antiphon     | Antiphon     | Antiphon     | Antiphon | Antiphon |          |          |          |          |          |          |  |  |           |           |           |           |           |           |  |  |  |  |  |  |  |  |  |  |  |  |  |  |  |  |  |  |  |  |  |  |  |  |  |  |  |  |  |  |  |  |  |  |  |  |  |  |  |  |  |  |
|              |              |              |              |              |              |         |         |          |          |          |          |          |          |         |         |                            |                            |                            |                            |                            |                            |    |    |            |            |            |            |            |            |  |  |              |              |              |              |              |              |          |          |          |          |          |          |          |          |  |  |           |           |           |           |           |           |  |  |  |  |  |  |  |  |  |  |  |  |  |  |  |  |  |  |  |  |  |  |  |  |  |  |  |  |  |  |  |  |  |  |  |  |  |  |  |  |  |  |
| Callaeschrus | Callaeschrus | Callaeschrus | Callaeschrus | Callaeschrus | Callaeschrus |         |         |          |          |          |          | Glaucon  | Glaucon  | Glaucon | Glaucon | Glaucon                    | Glaucon                    |                            |                            | NN                         | NN                         | NN | NN | NN         | NN         |            |            |            |            |  |  |              |              |              |              |              |              |          |          |          |          |          |          |          |          |  |  |           |           |           |           |           |           |  |  |  |  |  |  |  |  |  |  |  |  |  |  |  |  |  |  |  |  |  |  |  |  |  |  |  |  |  |  |  |  |  |  |  |  |  |  |  |  |  |  |
| Callaeschrus | Callaeschrus | Callaeschrus | Callaeschrus | Callaeschrus | Callaeschrus |         |         |          |          |          |          | Glaucon  | Glaucon  | Glaucon | Glaucon | Glaucon                    | Glaucon                    |                            |                            | NN                         | NN                         | NN | NN | NN         | NN         |            |            |            |            |  |  |              |              |              |              |              |              |          |          |          |          |          |          |          |          |  |  |           |           |           |           |           |           |  |  |  |  |  |  |  |  |  |  |  |  |  |  |  |  |  |  |  |  |  |  |  |  |  |  |  |  |  |  |  |  |  |  |  |  |  |  |  |  |  |  |
|              |              |              |              |              |              |         |         |          |          |          |          |          |          |         |         |                            |                            |                            |                            |                            |                            |    |    |            |            |            |            |            |            |  |  |              |              |              |              |              |              |          |          |          |          |          |          |          |          |  |  |           |           |           |           |           |           |  |  |  |  |  |  |  |  |  |  |  |  |  |  |  |  |  |  |  |  |  |  |  |  |  |  |  |  |  |  |  |  |  |  |  |  |  |  |  |  |  |  |
|              |              |              |              |              |              |         |         |          |          |          |          |          |          |         |         |                            |                            |                            |                            |                            |                            |    |    |            |            |            |            |            |            |  |  |              |              |              |              |              |              |          |          |          |          |          |          |          |          |  |  |           |           |           |           |           |           |  |  |  |  |  |  |  |  |  |  |  |  |  |  |  |  |  |  |  |  |  |  |  |  |  |  |  |  |  |  |  |  |  |  |  |  |  |  |  |  |  |  |
| Critias      | Critias      | Critias      | Critias      | Critias      | Critias      |         |         | Charmide | Charmide | Charmide | Charmide | Charmide | Charmide |         |         | {{{Ariston d'Athènes}}}    | {{{Ariston d'Athènes}}}    | {{{Ariston d'Athènes}}}    | {{{Ariston d'Athènes}}}    | {{{Ariston d'Athènes}}}    | {{{Ariston d'Athènes}}}    |    |    | Perictione | Perictione | Perictione | Perictione | Perictione | Perictione |  |  |              |              |              |              |              |              |          |          |          |          |          |          |          |          |  |  | Pyrilampe | Pyrilampe | Pyrilampe | Pyrilampe | Pyrilampe | Pyrilampe |  |  |  |  |  |  |  |  |  |  |  |  |  |  |  |  |  |  |  |  |  |  |  |  |  |  |  |  |  |  |  |  |  |  |  |  |  |  |  |  |  |  |
| Critias      | Critias      | Critias      | Critias      | Critias      | Critias      |         |         | Charmide | Charmide | Charmide | Charmide | Charmide | Charmide |         |         | {{{Ariston d'Athènes}}}    | {{{Ariston d'Athènes}}}    | {{{Ariston d'Athènes}}}    | {{{Ariston d'Athènes}}}    | {{{Ariston d'Athènes}}}    | {{{Ariston d'Athènes}}}    |    |    | Perictione | Perictione | Perictione | Perictione | Perictione | Perictione |  |  |              |              |              |              |              |              |          |          |          |          |          |          |          |          |  |  | Pyrilampe | Pyrilampe | Pyrilampe | Pyrilampe | Pyrilampe | Pyrilampe |  |  |  |  |  |  |  |  |  |  |  |  |  |  |  |  |  |  |  |  |  |  |  |  |  |  |  |  |  |  |  |  |  |  |  |  |  |  |  |  |  |  |
|              |              |              |              |              |              |         |         |          |          |          |          |          |          |         |         |                            |                            |                            |                            |                            |                            |    |    |            |            |            |            |            |            |  |  |              |              |              |              |              |              |          |          |          |          |          |          |          |          |  |  |           |           |           |           |           |           |  |  |  |  |  |  |  |  |  |  |  |  |  |  |  |  |  |  |  |  |  |  |  |  |  |  |  |  |  |  |  |  |  |  |  |  |  |  |  |  |  |  |
|              |              |              |              |              |              |         |         |          |          |          |          |          |          |         |         |                            |                            |                            |                            |                            |                            |    |    |            |            |            |            |            |            |  |  |              |              |              |              |              |              |          |          |          |          |          |          |          |          |  |  |           |           |           |           |           |           |  |  |  |  |  |  |  |  |  |  |  |  |  |  |  |  |  |  |  |  |  |  |  |  |  |  |  |  |  |  |  |  |  |  |  |  |  |  |  |  |  |  |
|              |              |              |              |              |              |         |         | Potone   | Potone   | Potone   | Potone   | Potone   | Potone   |         |         | {{{Adimante de Collytos}}} | {{{Adimante de Collytos}}} | {{{Adimante de Collytos}}} | {{{Adimante de Collytos}}} | {{{Adimante de Collytos}}} | {{{Adimante de Collytos}}} |    |    | Glaucon    | Glaucon    | Glaucon    | Glaucon    | Glaucon    | Glaucon    |  |  | {{{Platon}}} | {{{Platon}}} | {{{Platon}}} | {{{Platon}}} | {{{Platon}}} | {{{Platon}}} |          |          | Antiphon | Antiphon | Antiphon | Antiphon | Antiphon | Antiphon |  |  | Demus     | Demus     | Demus     | Demus     | Demus     | Demus     |  |  |  |  |  |  |  |  |  |  |  |  |  |  |  |  |  |  |  |  |  |  |  |  |  |  |  |  |  |  |  |  |  |  |  |  |  |  |  |  |  |  |

Note : John Burnet donne Glaucon comme grand-père de Platon. Diogène Laërce dit qu'Aristocle était le grand-père de Platon.

## Nom
Selon Diogène Laërce, le philosophe reçut le nom de son grand-père, Aristocle, mais son professeur de lutte, Ariston d'Argos, lui donna le surnom de « Platon » (« large d'épaules»), car il était musclé. Diogène mentionne trois sources pour le nom de Platon : Alexandre Polyhistor, Néanthe de Cyzique et des sources anonymes. Selon eux, le surnom du philosophe provient de la grandeur (πλατύτης, platytēs) de son éloquence, ou alors, de quelque chose de large chez lui (πλατύς, platýs), comme son front. Certains chercheurs ont récemment contredit Diogène en argumentant que Platon était peut-être son véritable nom, et que la légende concernant le nom d'Aristocle n'était née qu'à la période hellénistique, c'est-à-dire bien plus tard. W. K. C. Guthrie souligne le fait que Platon était un nom commun en Grèce antique, car on connaît au moins trente et un Athéniens ayant porté ce nom.

## Légendes
Selon certains auteurs antiques, la mère de Platon est tombée enceinte grâce à une vision divine : Ariston avait tenté de séduire Périctionè, sans succès ; Apollon lui serait alors apparu dans une vision, donnant ainsi naissance à Platon sans qu'Ariston et elle n'aient eu de relation sexuelle. Selon une autre légende concernant Platon, alors que celui-ci, enfant, dormait sur le mont Hymette, près de myrtilles (que ses parents sacrifiaient aux Muses et aux Nymphes), des abeilles se seraient posées sur les lèvres de l'enfant, signe avant-coureur de la qualité exceptionnelle de son enseignement philosophique .

## Éducation

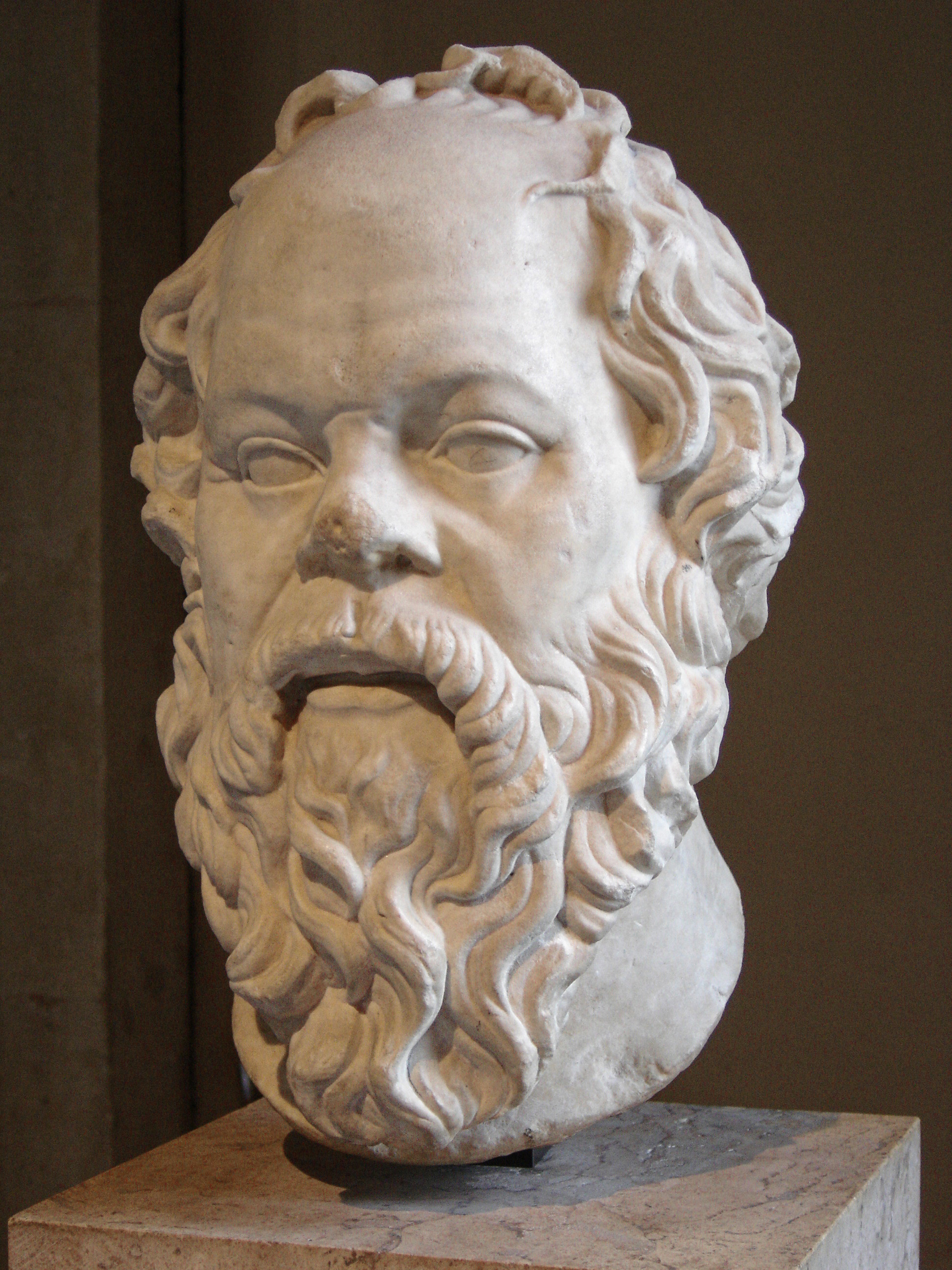
Portrait of Socrates, Roman marble (Louvre, Paris).

Selon Apulée, Speusippe admirait la vivacité d'esprit et la modestie du jeune Platon. Platon considéra plus tard que ses facilités d'apprentissage, sa mémoire et sa sagacité étaient un cadeau de la nature. Selon Diogène Laërce, l'éducation de Platon, comme celle de tout enfant de bonne famille athénienne, fut physique autant que intellectuelle ; Platonsuivit ainsi des cours de grammaire, de musiqueb[›], de peinture, et de gymnastique, par un des plus grands professeurs de l'époque. Platon était si bon dans les exercices physiques que Dicéarque écrivit, dans le premier volumes de ses Vies, que Platon avait réussi à sortir vainqueur des Jeux isthmiques. Platon avait aussi suivi des cours de philosophie. Avant de rencontrer Socrate, il avait déjà rencontré Cratyle, disciple d'Héraclite, un grand philosophie pré-socratique.
Selon d'anciens auteurs, il était de tradition de dire que le passe-temps favori de Platon était la poésie. Il écrivait des poèmes, d'abord des dithyrambes, puis des poèmes lyriques et des tétralogies, avant d'abandonner sa passion et de tout brûler lorsqu'il rencontra Socrate et devint philosophie. Selon une autre histoire, le jour où Platon rencontra Socrate, ce dernier dit qu'un signe lui avait été délivré. Les chercheurs actuels considèrent que Platon était probablement jeune lorsqu'il a rencontré Socrate. Cela est fondé sur le fait que Critias et Charmide, deux proches de Platon, étaient tous deux amis de Socrate.

## Affaires publiques
Selon la Lettre VII, dont l'authenticité a fait l'objet de débat, Platon pensait participer aux affaires de la Cité une fois arrivé à l'âge adulte. Il fut invité par les Trente tyrans à rejoindre la haute administration (Critias et Charmide en faisant partie), mais il refusa; il espérait que le nouveau régime rétablisse la justice, mais il fut dégoûté par les actes violents du régime. Il fut particulièrement déçu lorsque les Trente tentèrent d'impliquer Socrate dans l'exécution sommaire du général démocrate Léon de Salamis.
En - 403, la démocratie fut rétablie par un groupe de démocrates en exil, qui entrèrent dans la Cité par le Pirée, et qui se battit contre les forces armées des Trente à la bataille de Munichia. Critia et Charmide y furent tués. En -401, les démocrates firent un raid à Eleusis et tuèrent les derniers soutiens de l'oligarchie, car ils craignaient qu'ils payent des mercenaires pour les aider. Après la chute des Trente, Platon eut à nouveau envie de s'engager politiquement, mais la condamnation à mort de Socrate mis fin à ses ambitions. En -399, Platon et d'autres disciples de Socrate allèrent à Mégare comme refuge, accompagnés d'Euclide de Mégare.